# Team Thorengruppen SK
Team Thorengruppen SK är en idrottsförening från Umeå som bildades 2005. Team Thorengruppen SK startade med ett innebandylag i herrarnas division IV södra Västerbotten 2005/06. Herrlaget spelade i SSL 2016-2018 och sedan 2021. Damlaget i innebandy vann SM fem år i rad, 2020-21 till 2024-25.
Föreningen har i dag även lag i fotboll (division I på både dam- och herrsidan) och ett herrlag i futsal i division I. I fotboll och futsal heter lagen Team TG FF.

## Historia
Den första säsongen, 2005/06, kom laget på fjärdeplats i division 4 Södra Västerbotten. Säsongen 2006/07 vann laget division 4 och avancerade till division 3. 2007/08 kom laget tvåa i division 3, vilket innebar kval till division 2 mot Arvidsjaur. Förlust på hemmaplan med 4–9 vändes på bortaplan. Bortamötet vanns på straffavgörande med 9–2 vilket innebar avancemang till division 2 Norra Norrland. 
Inför division 2-spelet, 2008/09, värvades den då 26-årige landslagsmeriterade forwarden Andreas Carlbom från IBK Dalen. Som nykomling blev klubben trea i serien och missade kvalet till division 1 med en enda poäng.
Säsongen 2009/10 vann klubben serien och kvalade till Allsvenskan, men förlorade mot Sandåkern. Laget hamnade i division 1 säsongen 2010/11 och vann serien med 65 poäng av 66 möjliga, 23 poäng före tvåan Hudik/Björkberg IBK. Avancemang till Allsvenskan Norra var därmed säkrat.
Säsongen 2011/12 spelade laget i landets näst högsta serie, Allsvenskan Norra. Som nykomlingar slutade laget på andra plats, fyra poäng efter segrande Granlo BK och avancemang till SSL.

### Fotnoter
1. ↑  ”Historik: 10 år med TTG Innebandy - år för år”. Team Thorengruppen SK. 6 juli 2005. http://teamthorengruppen.se/foreningen/historik/. Läst 5 oktober 2015.